# Бенкё, Гюнтер
Гю́нтер Бе́нкё, Гюнтер Бенке (нем. Günter Benkö; род. 12 июля 1955, Оберварт, Бургенланд) — австрийский футбольный судья. Арбитр ФИФА с 1993 по 2000 годы.

## Карьера
Гюнтер Бенкё начинал свою спортивную карьеру как игрок, однако в возрасте 25 лет после травмы колена её пришлось завершить, и в 1980 году он решил посвятить себя судейству.
С 1991 года Бенкё стал обслуживать матчи австрийской бундеслиги. В 1993 году он получил категорию ФИФА и отсудил игру молодёжных команд Албании и Дании — первый в своей международной карьере. В 1995 году Бенкё впервые был назначен на матч Лиги чемпионов, в котором сошлись «Русенборг» и «Блэкберн Роверс».
В 1998 году был включён в список судей для обслуживания матчей чемпионата мира во Франции. На мундиале провёл две встречи группового этапа: Южной Кореи против Мексики и Японии против Ямайки.
19 мая 1999 года обслуживал финальный матч последнего розыгрыша Кубка обладателей кубков УЕФА между итальянским «Лацио» и испанской «Мальоркой».
В 2000 году стал одним из 13 арбитров чемпионата Европы в Бельгии и Нидерландах, на котором он отсудил две игры: Франции с Данией на групповом этапе и Франции с Португалией в полуфинале. По окончании чемпионата Бенкё был признан лучшим арбитром турнира.